# 永泰軍節度使
永泰军节度使，五代十国南唐的节度使，治所在舒州（今安徽省潜山县）。
保大元年（943年），在舒州设立永泰军節度使，下辖舒州一州。以孙晟为节度使。保大九年（951年），南唐以楚国降王马希崇为永泰军节度使。保大十四年（956年），后周夺得舒州，废除永泰军节度使。北宋末年以舒州为德庆军节度使。